# Belvèze-du-Razès
Belvèze-du-Razès é uma comuna francesa na região administrativa de Occitânia, no departamento de Aude. Estende-se por uma área de 4,52 km². Em 2010 a comuna tinha 869 habitantes (densidade: 192,3 hab./km²).